# Схарбек
Схарбек или Скарбек (на френски: Schaerbeek; на нидерландски: Schaarbeek) е селище в Централна Белгия, една от 19-те общини, съставляващи Столичен регион Брюксел. Намира се на 4 км североизточно от центъра на град Брюксел. Населението му е около 112 000 души (2006).
Споменава се за пръв път през 1120 г. Част от херцогство Брабант, през 1301 г. управлението му е предадено от херцозите на Брюкселската община. През този период местността е гориста и се използва като ловен резерват.
След Френската революция Схарбек е отделен от Брюксел и става независима община. През 1887 г. е построена сградата на общината, а през 1905 г. – железопътната гара.
В по-ново време, Схарбек е дом на много имигранти и е познат като една от местата за разпространение на наркотици в Брюксел. Във връзка с нападенията в Брюксел от 22 март 2016 г. белгийските прокурори установяват безспорна връзка между нападенията в Париж на 13 ноември 2015 г. и терористичната клетка, разкрита в Схарбек.

## Известни личности
Родени в Схарбек
- Жак Брел (1929 – 1978), музикант и актьор
- Жозеф Кардейн (1882 – 1967), духовник
- Пейо (1928 – 1992), автор на комикси
- Мари Поплен (1846 – 1913), феминистка
- Жан Роба (1930 – 2006), автор на комикси
- Пол-Анри Спак (1899 – 1972), политик

Починали в Схарбек
- Мишел дьо Гелдерод (1898 – 1962), драматург
- Едит Кавъл (1865 – 1915), медицинска сестра
- Габриел Пети (1893 – 1916), разузнавач
- Жан Роба (1930 – 2006), автор на комикси